# Fünfrappenstück
| Fünfrappenstück | Fünfrappenstück                      |
| --------------- | ------------------------------------ |
| Fünfrappenstück |                                      |
| Daten           |                                      |
| Legierung:      | 92 % Kupfer 6 % Aluminium 2 % Nickel |
| Gewicht:        | 1,80 g                               |
| Durchmesser:    | 17,15 mm                             |
| Dicke:          | 1,25 mm                              |
| Randprägung:    | glatt                                |

Das Fünfrappenstück, auch Fünfräppler (im Dialekt Fü(n)fi, Föifi, Foifi, Fü(n)fer(li), Föifer(li), Foifer(li)) genannt, gehört zur Schweizer Währung und hat den Wert von 1/20 Schweizer Franken = 5 Rappen. Es ist seit 2007 die Schweizer Kursmünze mit dem geringsten Nominalwert.

Alter, bis 1980 geprägter Fünfräppler aus Kupfernickel

Der Fünfräppler wurde erstmals 1850 geprägt, und zwar aus Billon mit 5 Prozent Silberanteil. 1879 wurde das heutige Motiv eingeführt und die Legierung in Kupfernickel geändert. Zwischenzeitlich wurden auch Münzen aus Messing (1918) und Reinnickel (1932–39, 1941) geprägt. Die charakteristische goldene Farbe erhielt das Fünfrappenstück erst seit 1981 durch eine Kupfer-Aluminium-Nickel-Legierung. Der Wechsel erfolgte aufgrund der Verordnung über die Auswechslung der Fünfrappenstücke des Bundesrats vom 2. Juli 1980. Die neue Legierung war etwas billiger und durch die andere Farbe konnten die häufigen Verwechslungen mit dem etwa gleich grossen Fünfzigrappenstück vermieden werden.
Das Motiv auf der Vorderseite zeigt den Münzwert (ohne Währungseinheit) umrahmt von einem Kranz aus Rebenlaub, welches von dem königlich württembergischen Hofmedailleur Karl Schwenzer gestaltet wurde. Die Rückseite wurde von Carl Friedrich Voigt gestaltet und zeigt einen Libertas-Kopf (oft als Helvetia missinterpretiert).
Dem Schweizer Bundesrat wurde von Swissmint die Abschaffung des Einräpplers und des Fünfräpplers empfohlen, da die Produktion dieser Münzen teurer ist (sechs Rappen) als deren Nennwert. Der Bundesrat hat sich allerdings auf Grund des kulturellen Wertes des Fünf-Rappen-Stückes gegen seine Abschaffung entschieden; so gibt es etwa den Ausdruck S’Foifi und s’Weggli, was in etwa bedeutet „man kann nicht alles haben“. Das Einrappenstück, welches im Geschäftsverkehr bereits seit Jahren nicht mehr gebräuchlich war,  wurde hingegen zum 1. Januar 2007 offiziell abgeschafft.
Im Jahr 2023 waren 1,34 Milliarden  Fünfrappenstücke im Umlauf.